# 8323 Krimigis
A 8323 Krimigis (ideiglenes jelöléssel 1979 UH) a Naprendszer kisbolygóövében található aszteroida. Edward L. G. Bowell fedezte fel 1979. október 17-én.